# باميلا جاكسون
باميلا جاكسون (بالإنجليزية: Pamela Jackson)‏ (1964)؛ كاتِبة وروائية أمريكية.